# Богословский переулок (Владимир)
Богословский переулок — очень короткая, около 130 м, улица в исторической части Владимира. Проходит через арку в д. 90А по Большой Московской улице до улицы Карла Маркса, за которой имеет продолжением Вокзальный спуск. В значительной части проходит по лестнице, важный пешеходный путь, соединяющий центр города с привокзальной площадью и железнодорожным и автовокзалом.

## История

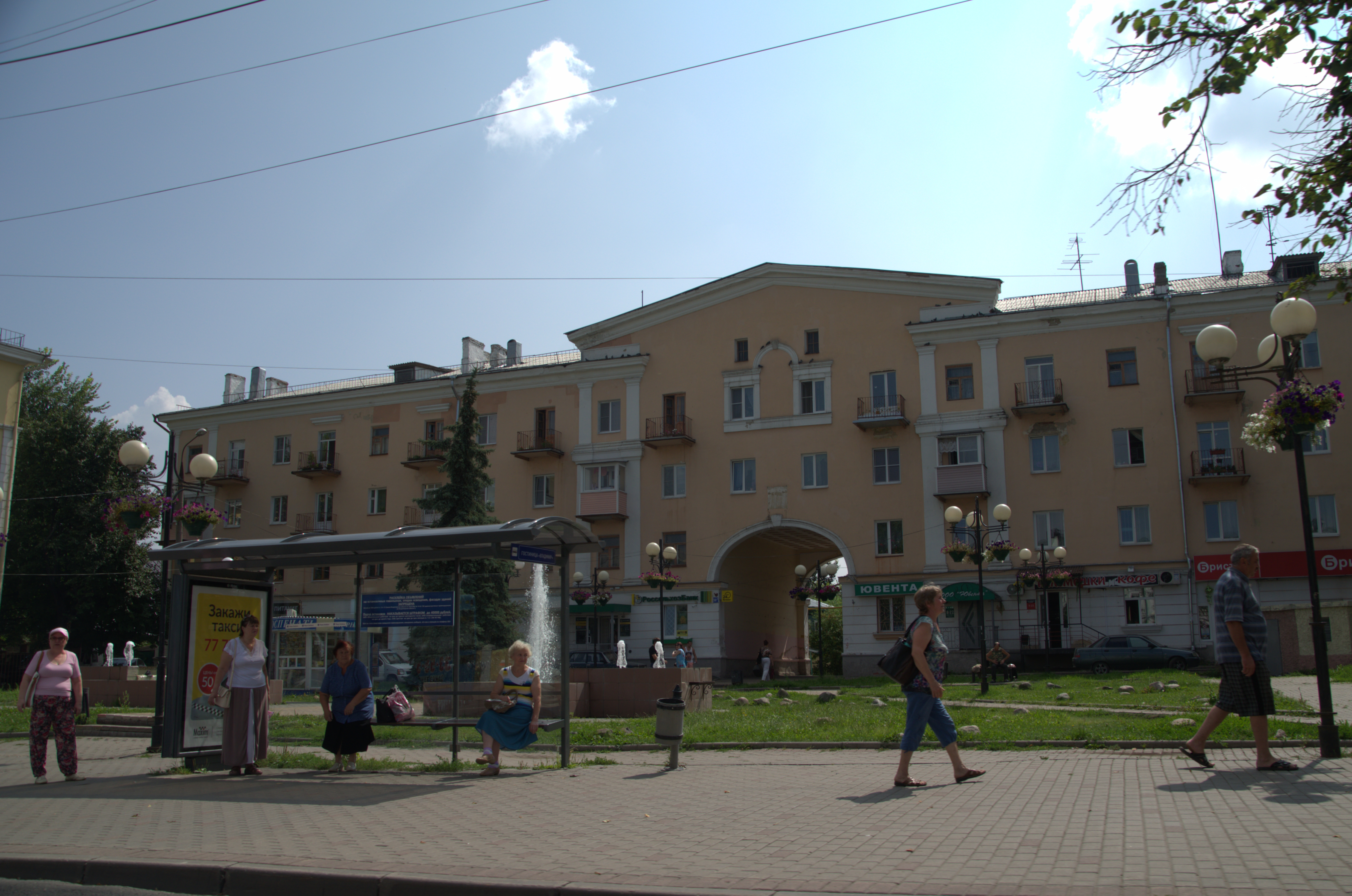
д. 90а, Большая Московская улица

Свое наименование переулок получил по Богословской (Троицкой) церкви, возведённой в XVII веке и стоявшей на месте современного фонтана перед д. 90а по улице Большая Московская (в советское время церковь была снесена).
Постановлением президиума Владимирского горсовета № 55 от 24.12.1927 переулок был переименован в улицу УЧПРОФСОЖ (участок профсоюза железнодорожников).
Историческое название возвращено в 1991 году.
На улице сохранилась дореволюционная застройка.
Обустройство улицы, безопасность передвижения по ней вызывали беспокойство жителей города и приезжих в него

## Достопримечательности
Часовня Жён-Мироносиц (2003)